# Stefanie Vögele
Stefanie Vögele (Leuggern, Suiza, 10 de marzo de 1990) es una extenista suiza.
En individuales, su puesto más alto en el ranking de la WTA fue el 42, alcanzado el 11 de noviembre de 2013, mientras en dobles, ha llegado a ser 103 del mundo en enero de 2015.

## Biografía
Vögele es entrenada por el checoslovaco Ivo Werner. Ella tiene tres hermanas y habla alemán, inglés y francés. Fue introducida al mundo del tenis a los cuatro años de edad por sus padres.

## Carrera tenística

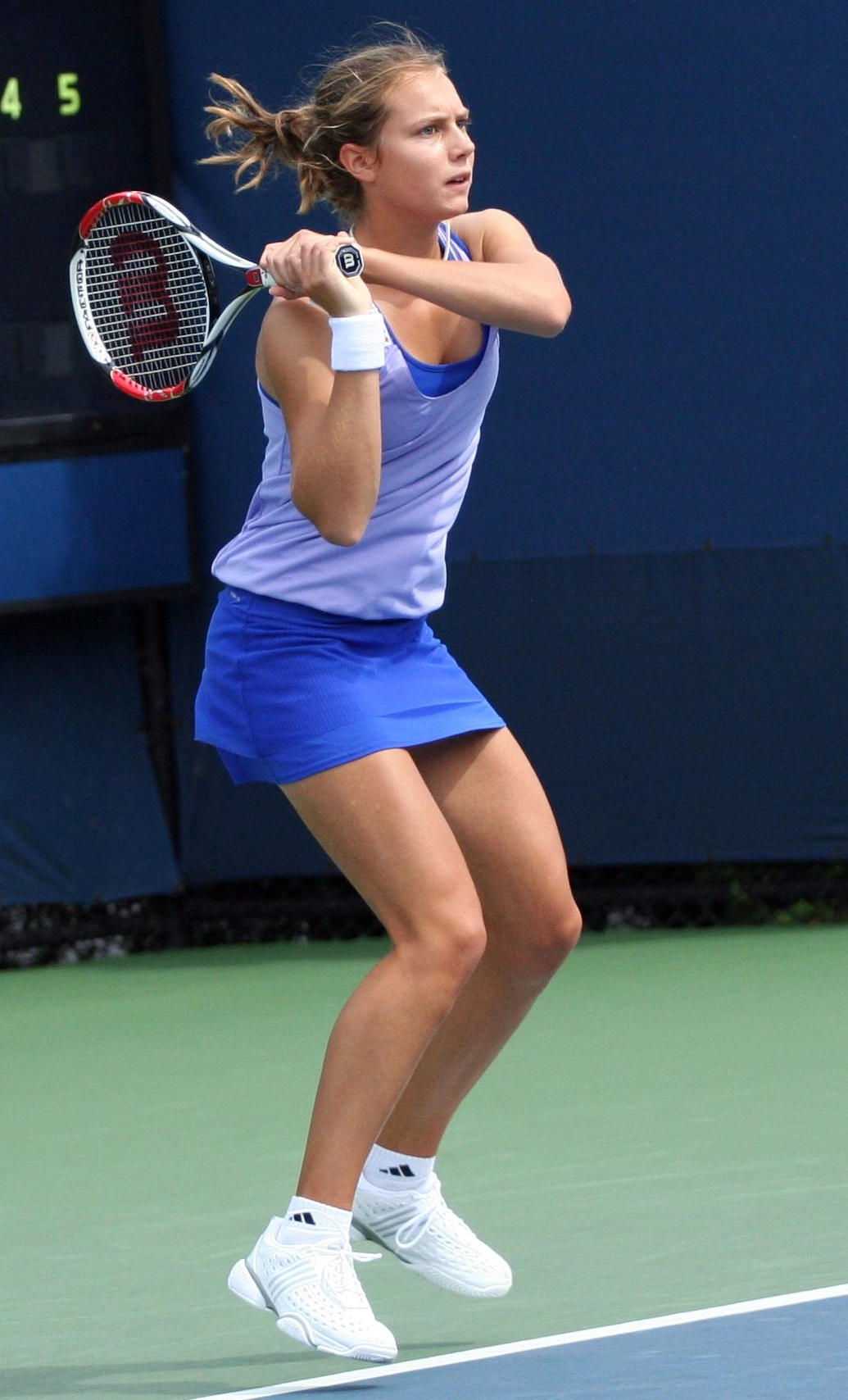
Stefanie Vögele en el US Open

### 2009
En los primeros cinco meses del año, Vögele participó en muchos eventos de la WTA, necesitando jugar a través de las fases clasificatorias en la mayoría de torneos. Durante este periodo nunca ganó un partido del cuadro principal de algún torneo de la WTA. Vögele también participó en torneos de la ITF.
En junio, Vögele participó en el Torneo de Birmingham, venciendo a la sexta sembrada Ekaterina Makarova en ruta a la actuación de los cuartos de final, donde cayó frente a Na Li, cuarta sembrada. Jugando en Wimbledon por primera vez, perdió ante la campeona defensora Venus Williams.
Vögele tuvo fuertes actuaciones en julio, avanzando a la segunda ronda y semifinales en el Torneo de Praga y Torneo de Portoroz, respectivamente.

### 2010
En el Abierto de Australia, perdió en segunda ronda ante Victoria Azarenka. Jugando su tercer Torneo de Roland Garros, perdió ante Serena Williams en primera ronda. En Wimbledon, perdió en primera ronda ante María Kirilenko. Y en el US Open perdió en primera ronda ante Kateryna Bondarenko.

### 2011
En 2011, Stefanie falló en clasificar al cuadro principal de los Grand Slams. Perdió en primera ronda de la fase clasificatoria de Australian Open ante Lesia Tsurenko. En Roland Garros venció a María Irigoyen y Misaki Doi antes de perder ante Heather Watson. Perdió en la fase clasificatoria de Wimbledon ante Carla Suárez Navarro. En el US Open, venció a Lenka Wienerová, antes de perder ante Aleksandra Wozniak.

### 2012
En 2012, participó en el Abierto de Australia y US Open, perdiendo en primera ronda en ambos.

### 2013
Perdió en la primera ronda del Australian Open ante Tamira Paszek. Alcanzó las semifinales de Family Circle Cup en Charleston, Carolina del Sur, en el cual se incluye una victoria sobre la número nueve del mundo en ese momento Caroline Wozniacki en los cuartos de final. Alcanzó el mejor resultado de su carrera avanzando a la tercera ronda del abierto francés, después de vencer a Heather Watson en primera ronda. En Roland Garros avanzó hasta la tercera ronda donde perdió en manos de María Kirilenko. En Wimbledon y US Open cayó en primera ronda.

## Títulos WTA (0; 0+0)

### Individual (0)
| Leyenda                    |
| -------------------------- |
| Grand Slam (0)             |
| Juegos Olímpicos (0)       |
| WTA Tour Championships (0) |
| Premier Mandatory (0)      |
| Premier 5 (0)              |
| Premier (0)                |
| International (0)          |

#### Finalista (1)
| N.º | Fecha              | Torneo   | Superficie | Oponente en la final | Resultado        |
| --- | ------------------ | -------- | ---------- | -------------------- | ---------------- |
| 1.  | 3 de marzo de 2018 | Acapulco | Dura       | Lesia Tsurenko       | 7-5, 6-7(2), 2-6 |

## Títulos ITF

### Sencillos (8)
| Legend               |
| -------------------- |
| $100,000 tournaments |
| $75,000 tournaments  |
| $50,000 tournaments  |
| $25,000 tournaments  |
| $15,000 tournaments  |
| $10,000 tournaments  |

| Títulos por superficie |
| ---------------------- |
| Dura (5)               |
| Tierra batida (2)      |
| hierba (0)             |
| Alfombra (1)           |

| N.º | Fecha                    | Torneo                      | Superficie    | Oponente            | Puntuación         |
| --- | ------------------------ | --------------------------- | ------------- | ------------------- | ------------------ |
| 1.  | 2 de diciembre de 2006   | Tel Aviv, Israel            | Dura          | Marlot Meddens      | 6–3, 6–4           |
| 2.  | 31 de marzo de 2007      | Hyderabad, India            | Dura          | Amber Liu           | 5–7, 7–5, 6–3      |
| 3.  | 15 de julio de 2007      | Toruń, Poland               | Tierra batida | Alexandra Dulgheru  | 6–2, 4–6, 7–5      |
| 4.  | 27 de marzo de 2011      | Bath, United Kingdom        | dura (i)      | Marta Domachowska   | 6–7(3–7), 7–5, 6–2 |
| 5.  | 24 de septiembre de 2012 | Clermont-Ferrand, France    | dura (i)      | Tatjana Maria       | 6–4, 6–1           |
| 6.  | 25 de noviembre de 2012  | Toyota, Japan               | Alfombra (i)  | Kimiko Date-Krumm   | 7–6(9–7), 6–4      |
| 7.  | 31 de enero de 2016      | Andrézieux-Bouthéon, France | dura(i)       | An-Sophie Mestach   | 6–1, 6–2           |
| 8.  | 15 de julio de 2018      | Contrexeville, France       | tierra batida | Sara Sorribes Tormo | 6–4, 6–2           |

## Actuación en Torneos Grand Slam

### Individual
| Torneos                     | 2008 | 2009 | 2010 | 2011 | 2012 | 2013 | 2014 | 2015 | 2016 | 2017 | G-P  |
| --------------------------- | ---- | ---- | ---- | ---- | ---- | ---- | ---- | ---- | ---- | ---- | ---- |
| Abierto de Australia        | Q2   | Q3   | 2R   | Q1   | 1R   | 1R   | 2R   | 2R   | Q2   | 2R   | 4–6  |
| Roland Garros               | Q2   | Q2   | 1R   | Q3   | Q2   | 3R   | 2R   | 1R   | Q2   | A    | 3–4  |
| Wimbledon                   | Q1   | 1R   | 1R   | Q1   | Q2   | 1R   | 1R   | 1R   | 1R   | A    | 0–6  |
| US Open                     | 1R   | 2R   | 1R   | Q2   | 1R   | 1R   | 1R   | Q1   | 1R   |      | 1–7  |
| Ganados–Perdidos            | 0–1  | 1–2  | 1–4  | 0–0  | 0–2  | 2–4  | 2–4  | 1-3  | 0–2  | 1–1  | 8–23 |
| Títulos                     | 0    | 0    | 0    | 0    | 0    | 0    | 0    | 0    | 0    | 0    | 0    |
| Ranking al finalizar el año | 130  | 76   | 127  | 138  | 113  | 44   | 78   | 122  | 114  |      |      |

### Dobles
| Torneos                     | 2009 | 2010 | 2013 | 2014 | 2015 | G–P  |
| --------------------------- | ---- | ---- | ---- | ---- | ---- | ---- |
| Abierto de Australia        | A    | A    | 1R   | 2R   | 1R   | 1–3  |
| Roland Garros               | A    | 2R   | 1R   | 2R   | A    | 2–3  |
| Wimbledon                   | A    | A    | 1R   | 3R   | 1R   | 2–3  |
| US Open                     | 2R   | 1R   | 1R   | 1R   | A    | 1–4  |
| Ganados–Perdidos            | 1–1  | 1–2  | 0–4  | 4-4  | 0-2  | 6–13 |
| Títulos                     | 0    | 0    | 0    | 0    | 0    | 0    |
| Ranking al finalizar el año | 231  | 166  | 882  | 106  | 369  |      |